# Sprzęgło cierne

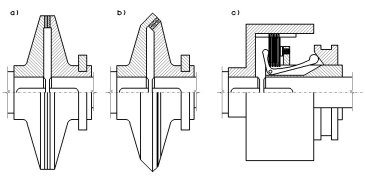
Sprzęgła cierne: a-tarczowe, b-stożkowe, c-wielopłytkowe

Sprzęgło cierne – rodzaj sprzęgła poślizgowego, w którym przeniesienie momentu następuje poprzez połączenie cierne. Zwykle para lub więcej elementów ciernych dociskanych jest do siebie za pomocą elementów pomocniczych zwykle cięgien lub sprężyn. Pełni ono rolę ogranicznika maksymalnego momentu obciążającego mechanizmy. W momencie powstania obciążeń dynamicznych znacznie przekraczających wartość momentu obrotowego silnika, dochodzi do poślizgu sprzęgła, przez co mechanizmy napędowe są zabezpieczone przed przeciążeniem. Ze względu na to, że w czasie poślizgu energia mechaniczna zamieniana jest w cieplną, często konieczne jest chłodzenie sprzęgła. Zwykle stosuje się chłodzenie olejowe.
Sprzęgła cierne ze względu na budowę dzielą się na:
1. sprzęgła tarczowe płaskie;
2. sprzęgła tarczowe stożkowe;
3. sprzęgła wielotarczowe.

Ze względu na środowisko pracy występuje podział na sprzęgła:
1. "suche" - pracujące bez kąpieli olejowej;
2. "mokre" - pracujące w kąpieli olejowej (są to zazwyczaj sprzęgła wielotarczowe).

Sprzęgła cierne często stosuje się jako synchronizatory prędkości wałów napędowego i napędzanego, przed włączeniem głównego sprzęgła przymusowego sztywnego rozłącznego, a także jako synchronizatory w skrzynkach biegów (sprzęgła cierne stożkowe).
Sprzęgła cierne mogą występować w roli sprzęgła odśrodkowego, to jest takiego, które włącza lub wyłącza się, gdy wał napędowy osiągnie określoną prędkość obrotową.